# Otokar
Otokar Otomotiv ve Savunma Sanayi A.Ş früher Otokar Otobüs Karoseri Sanayi A.Ş., abgekürzt mit Otokar, ist ein türkischer Hersteller von Omnibussen und Militärfahrzeugen. Otokar ist Teil der Koç Holding.

## Hintergrund
Im Jahr 1963 wurde bei Otokar der erste Bus hergestellt. Es handelte sich dabei um eine Lizenzfertigung von Magirus-Deutz. In den 1970er Jahren wurden Minibusse in das Programm aufgenommen und in den 1980er Jahren begann auch die Produktion von Stadtbussen. In den 1980er Jahren wurde auch die Fertigung von Militärfahrzeugen aufgenommen. Ab 1987 wurde der Land Rover Defender in Lizenz gebaut.
1992 erwarb Otokar die Istanbul Fruehauf A.S., und nahm damit die Anhängerfertigung in ihr Produktportfolio auf.

## Produkte
Otokar stellt neben Bussen auch gepanzerte Fahrzeuge her, wie den Otokar Cobra oder den Akrep. Im April 2007 bekam Otokar den Auftrag zur Herstellung eines türkischen Kampfpanzers. Das Projekt läuft unter der Bezeichnung Altay MBT.

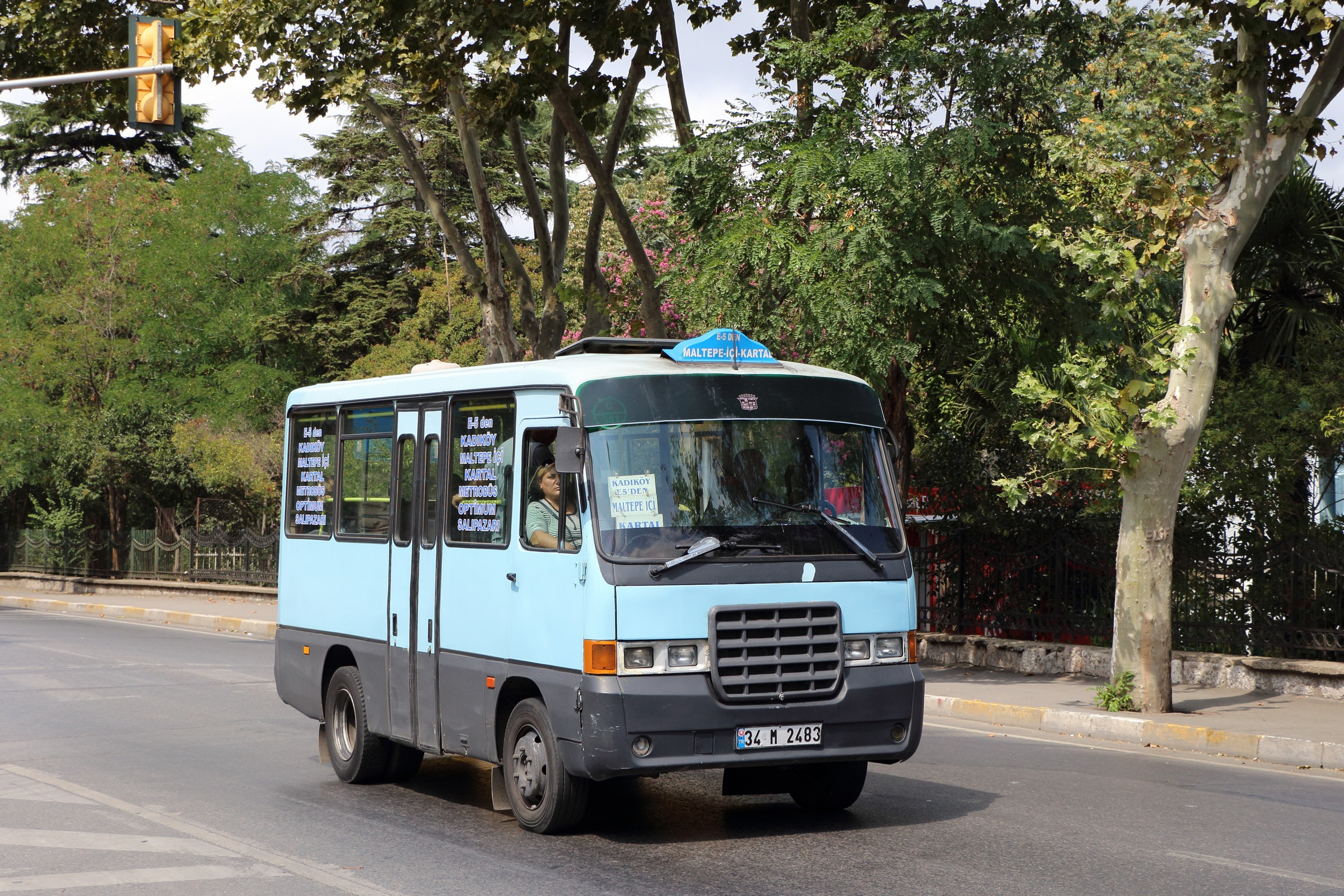
M2000
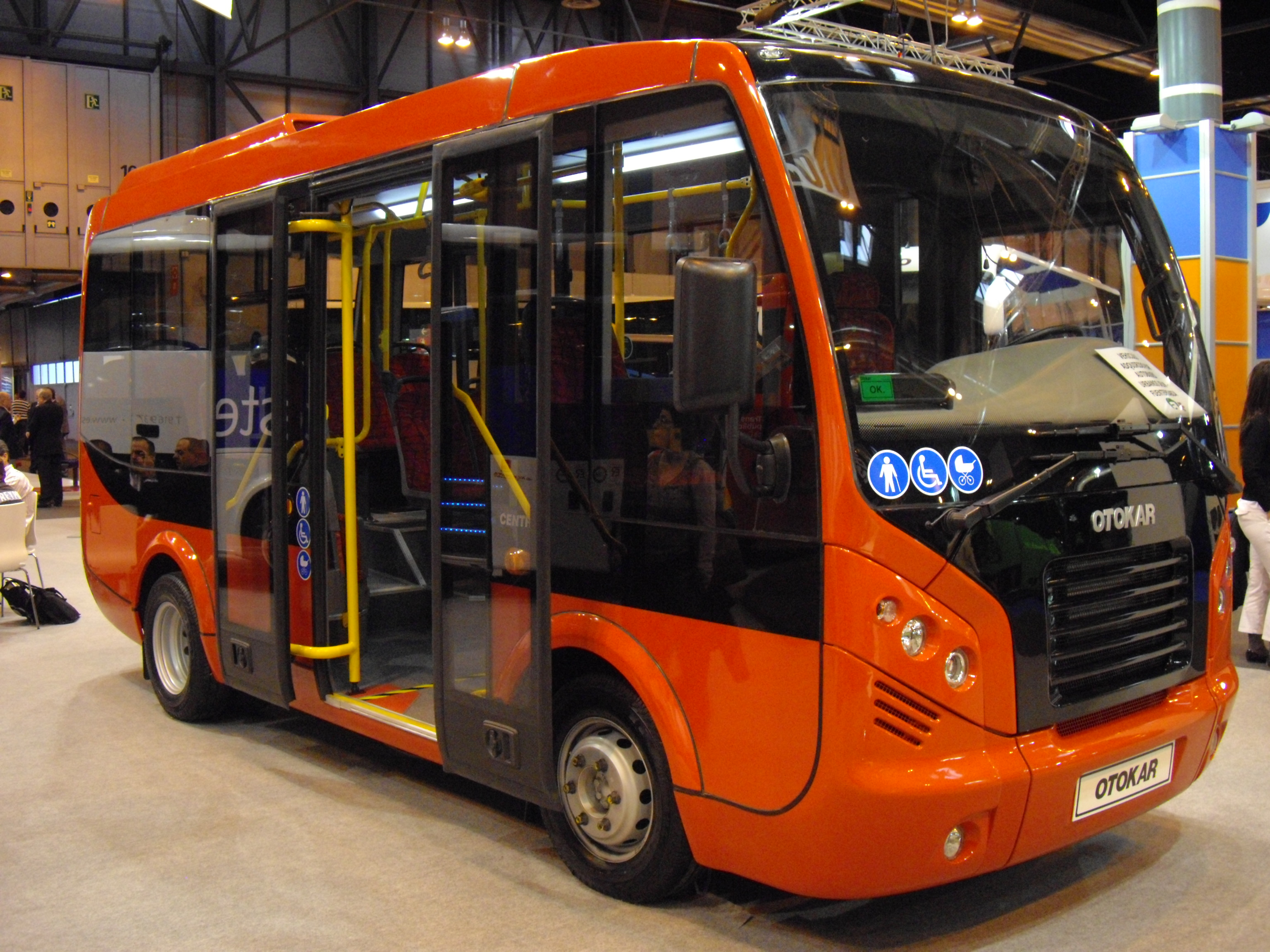
Centro
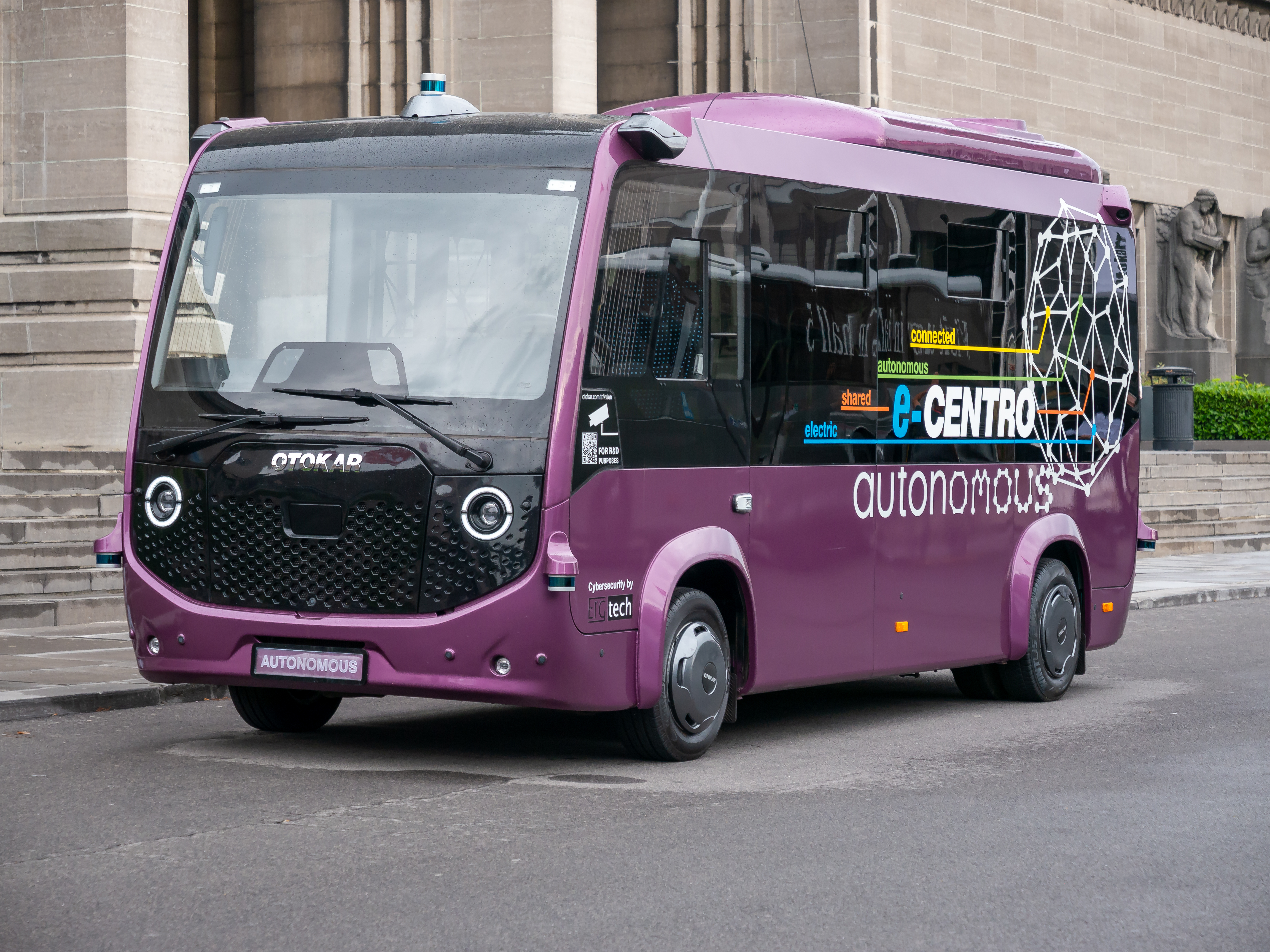
e-Centro
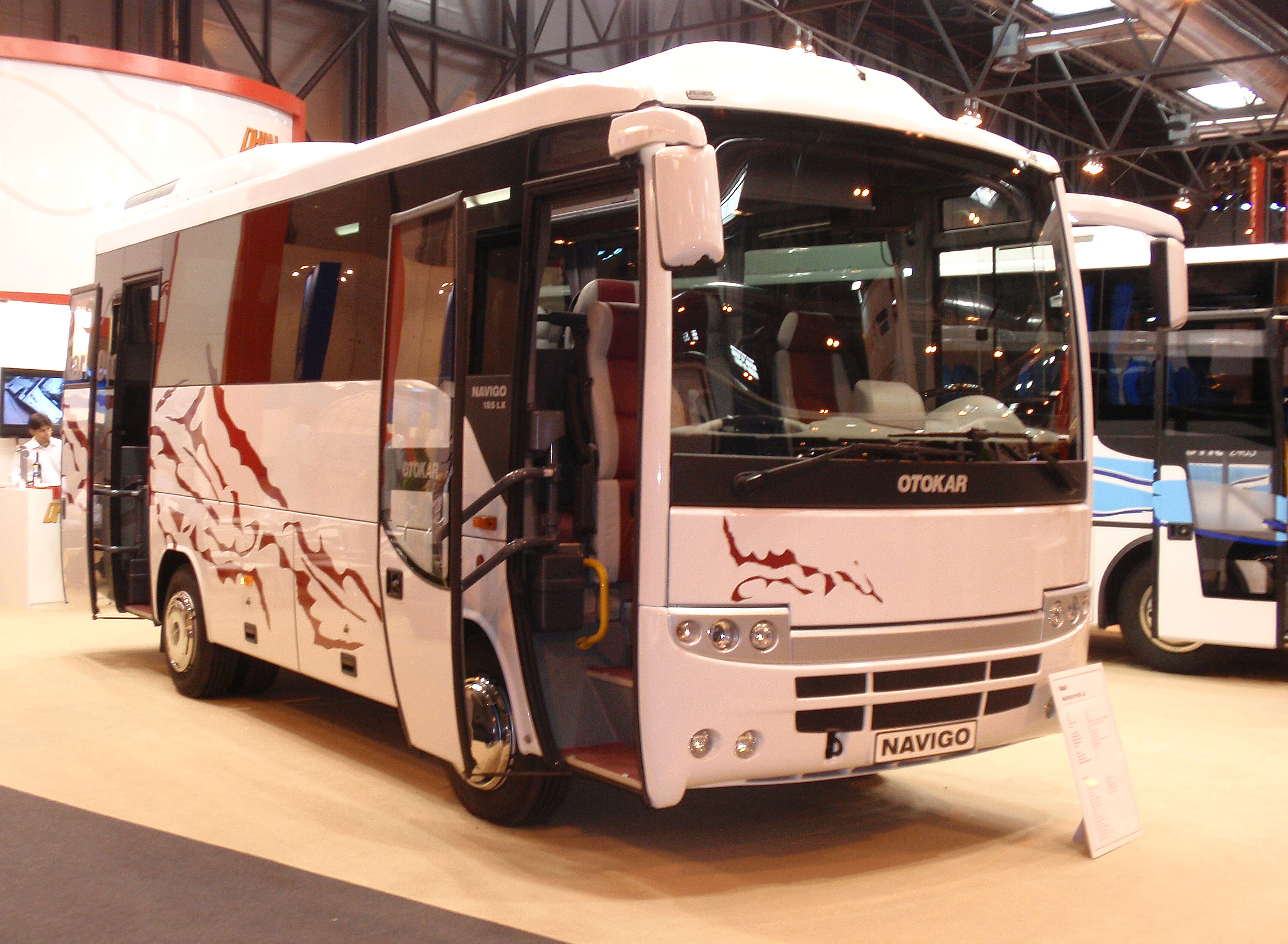
Navigo
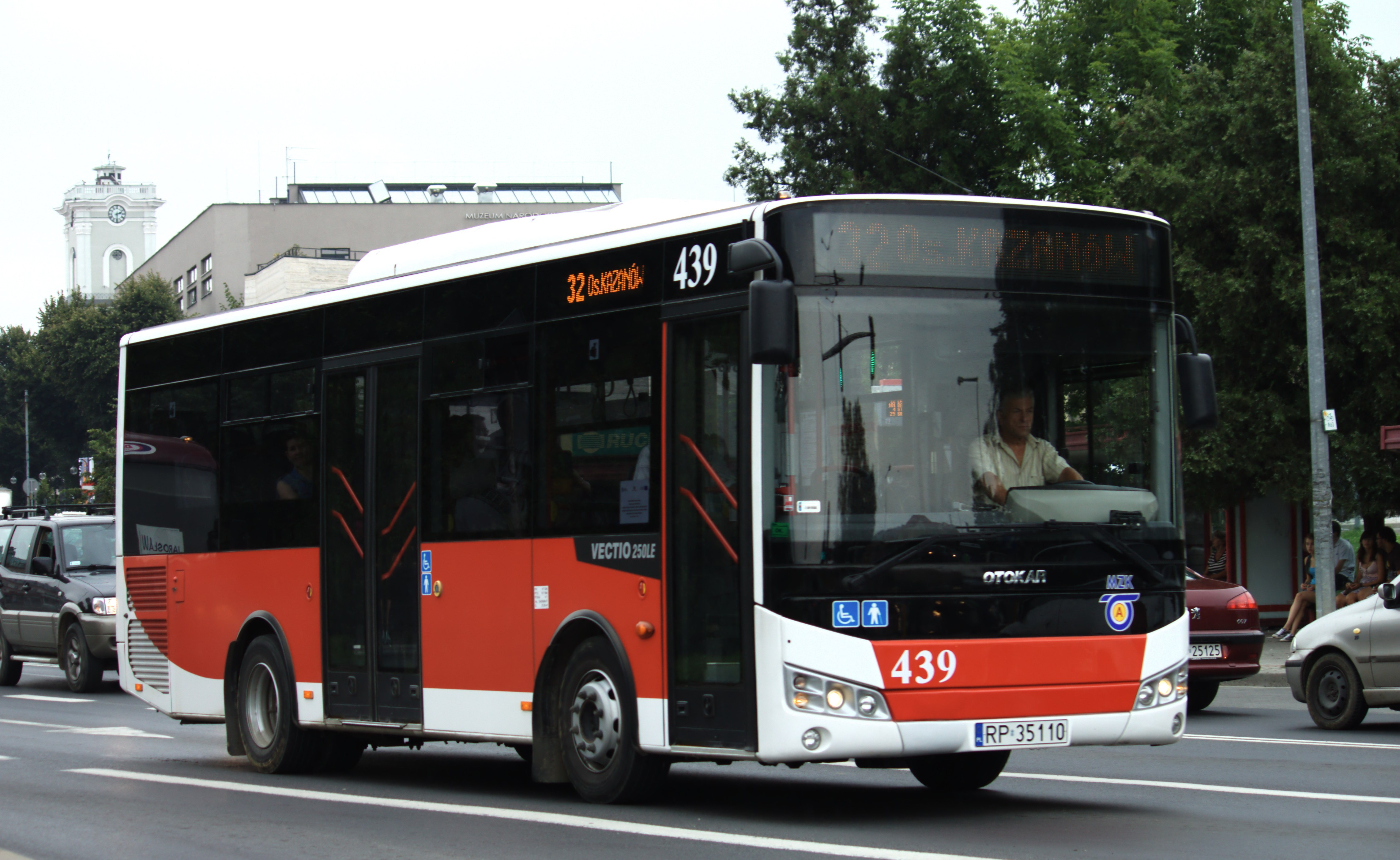
Vectio 250
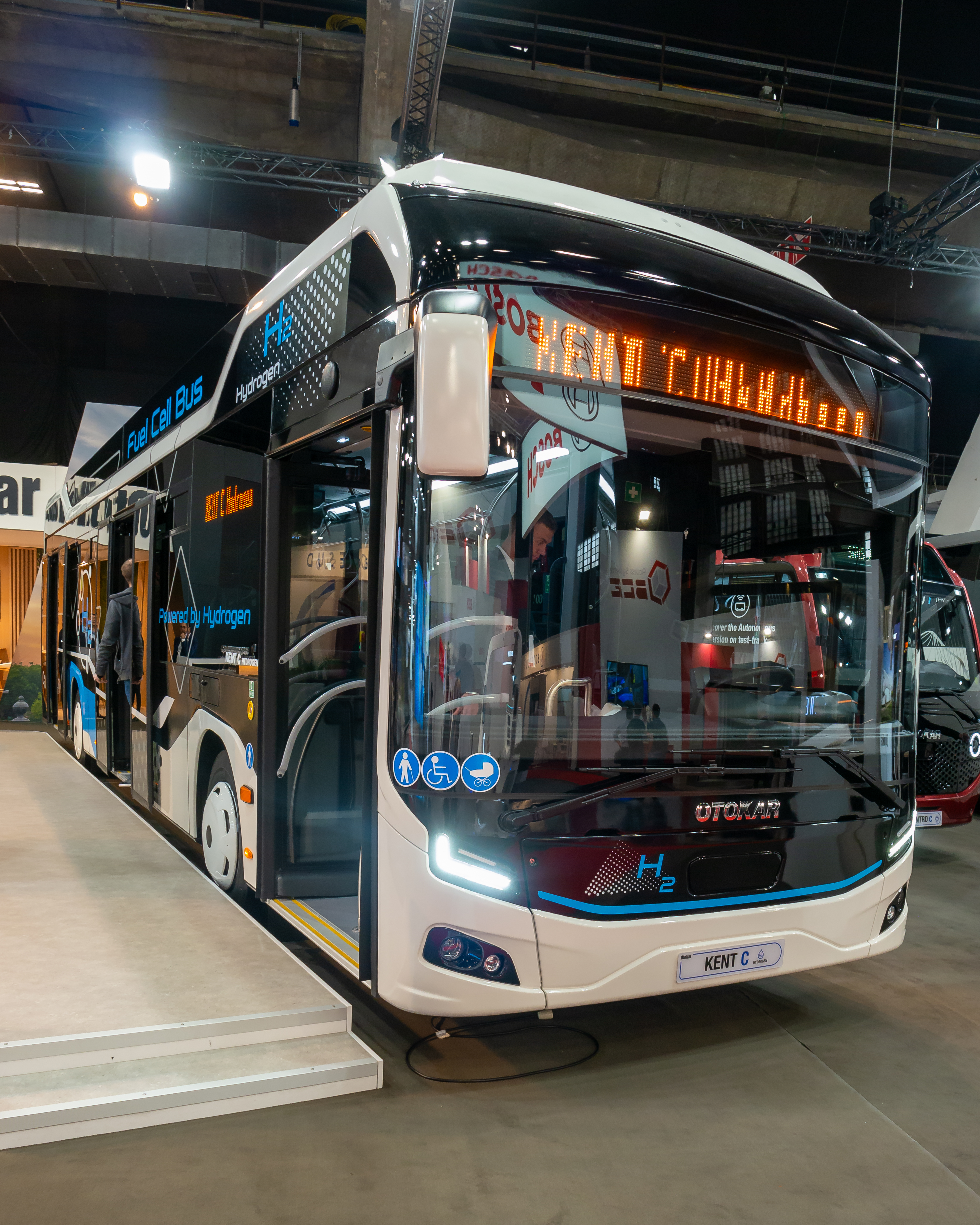
Kent C
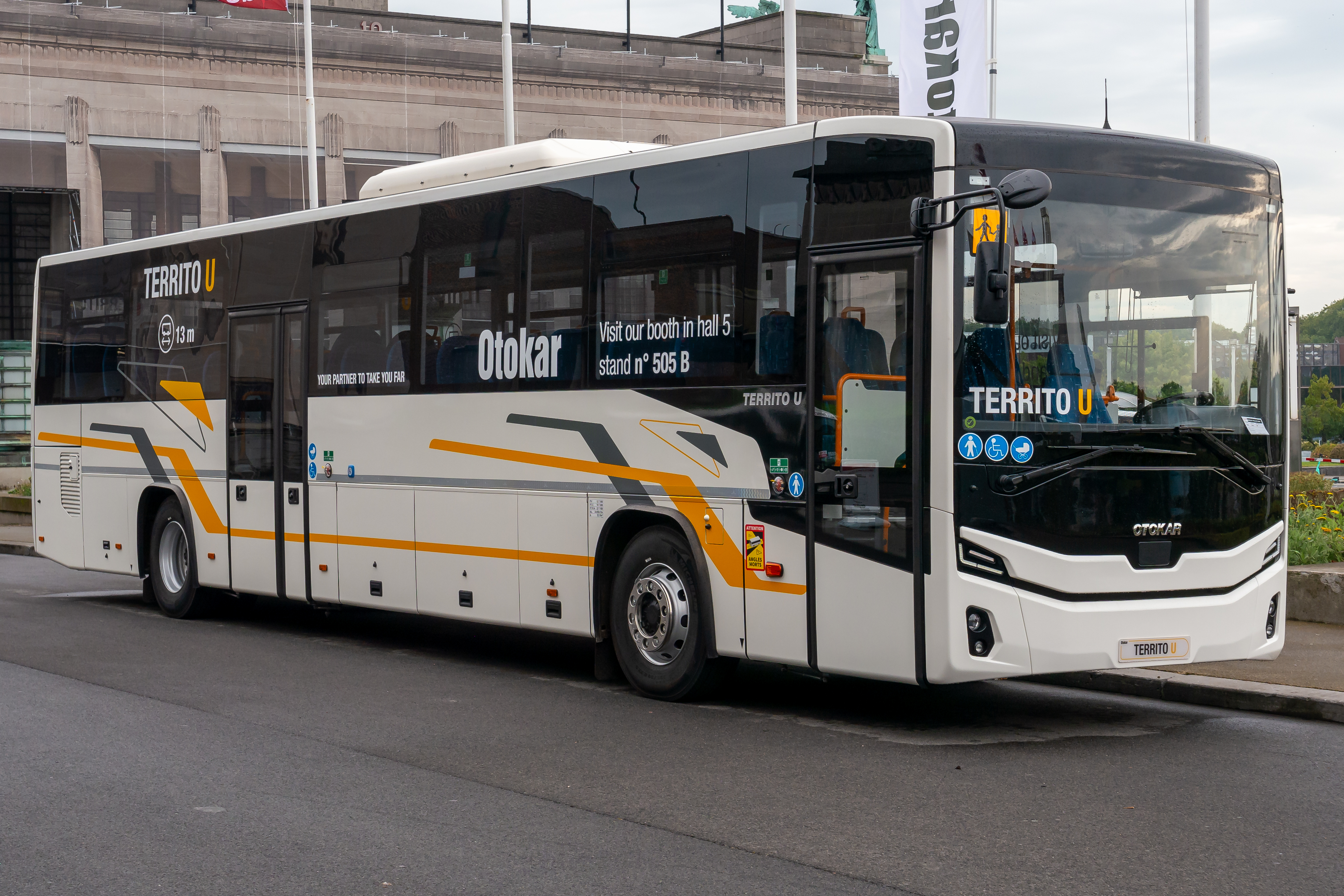
Territo U
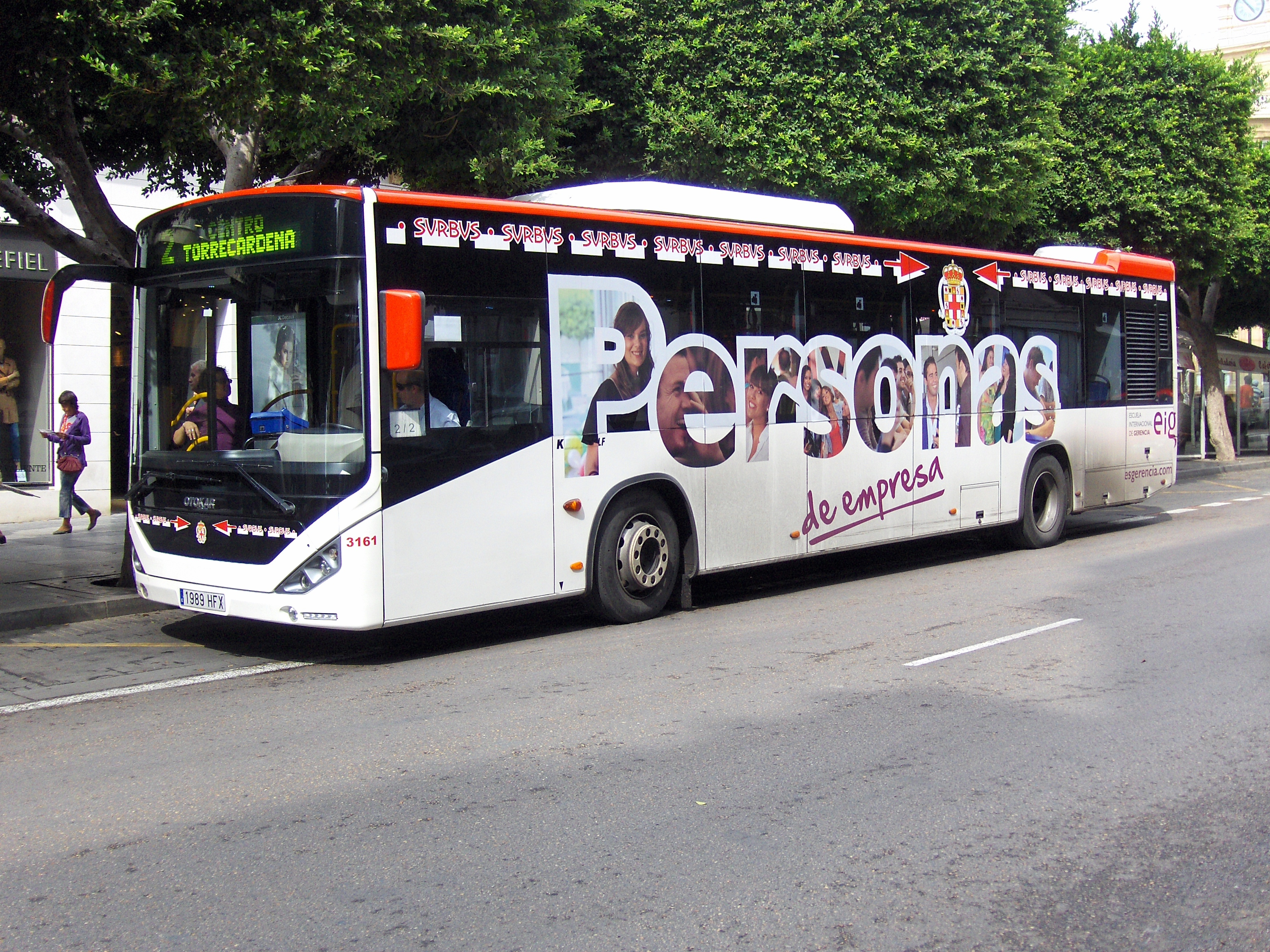
Kent C
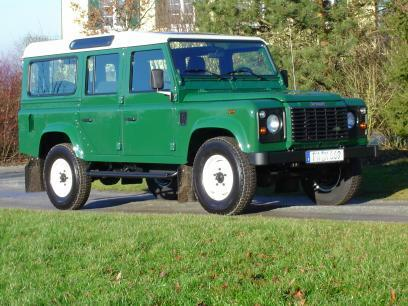
Land Rover Defender
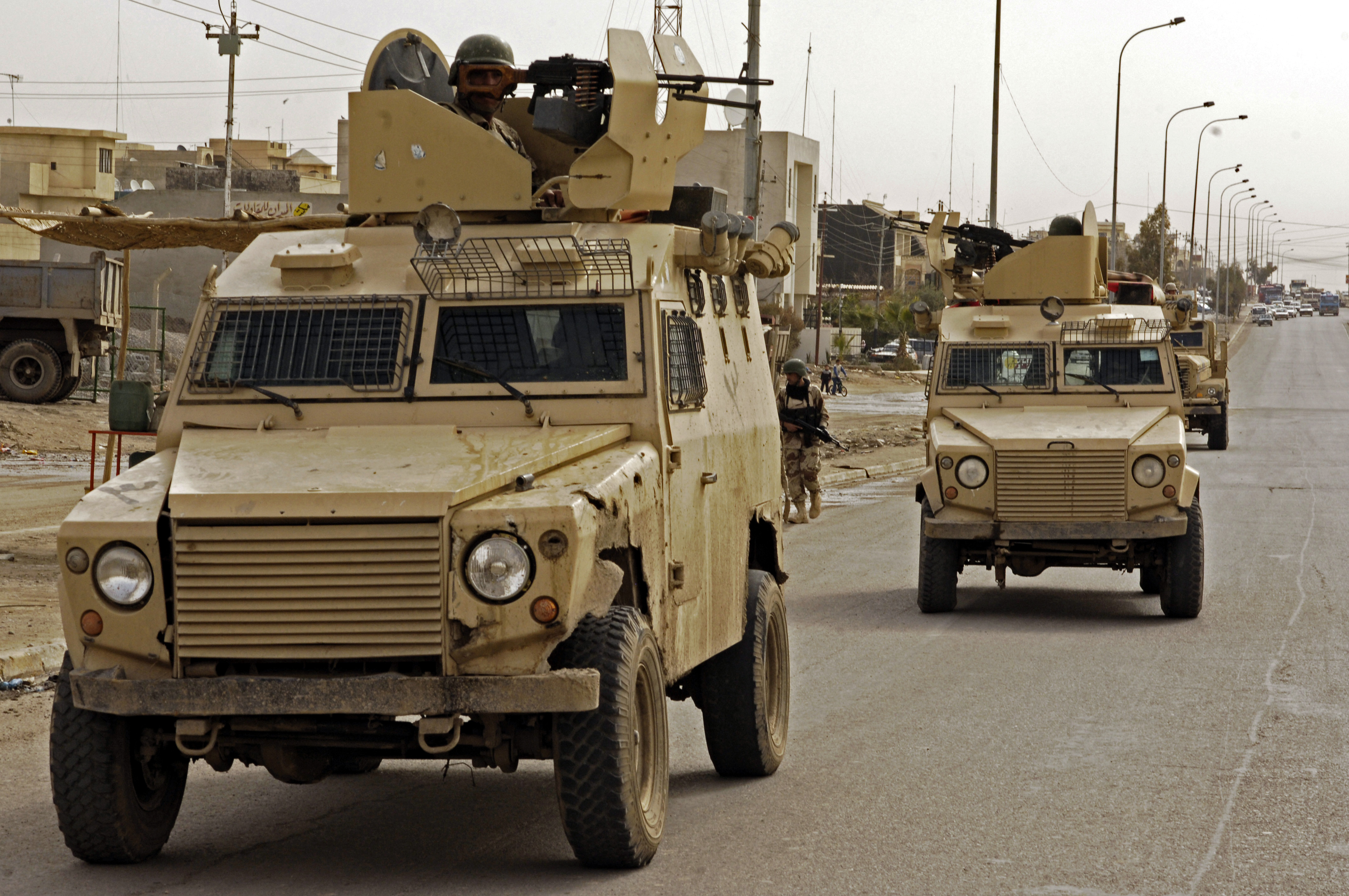
Akrep APV/ZPT
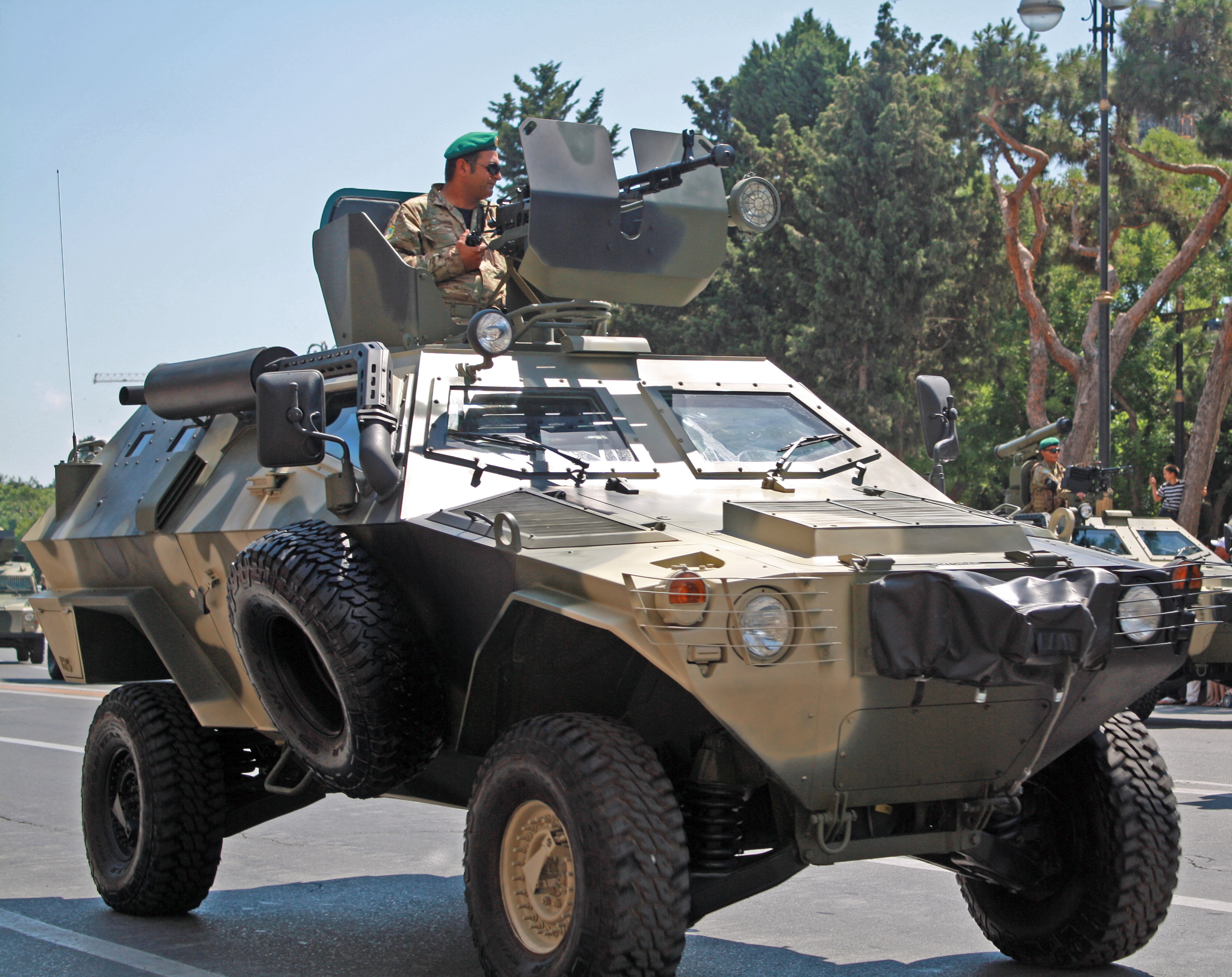
Cobra
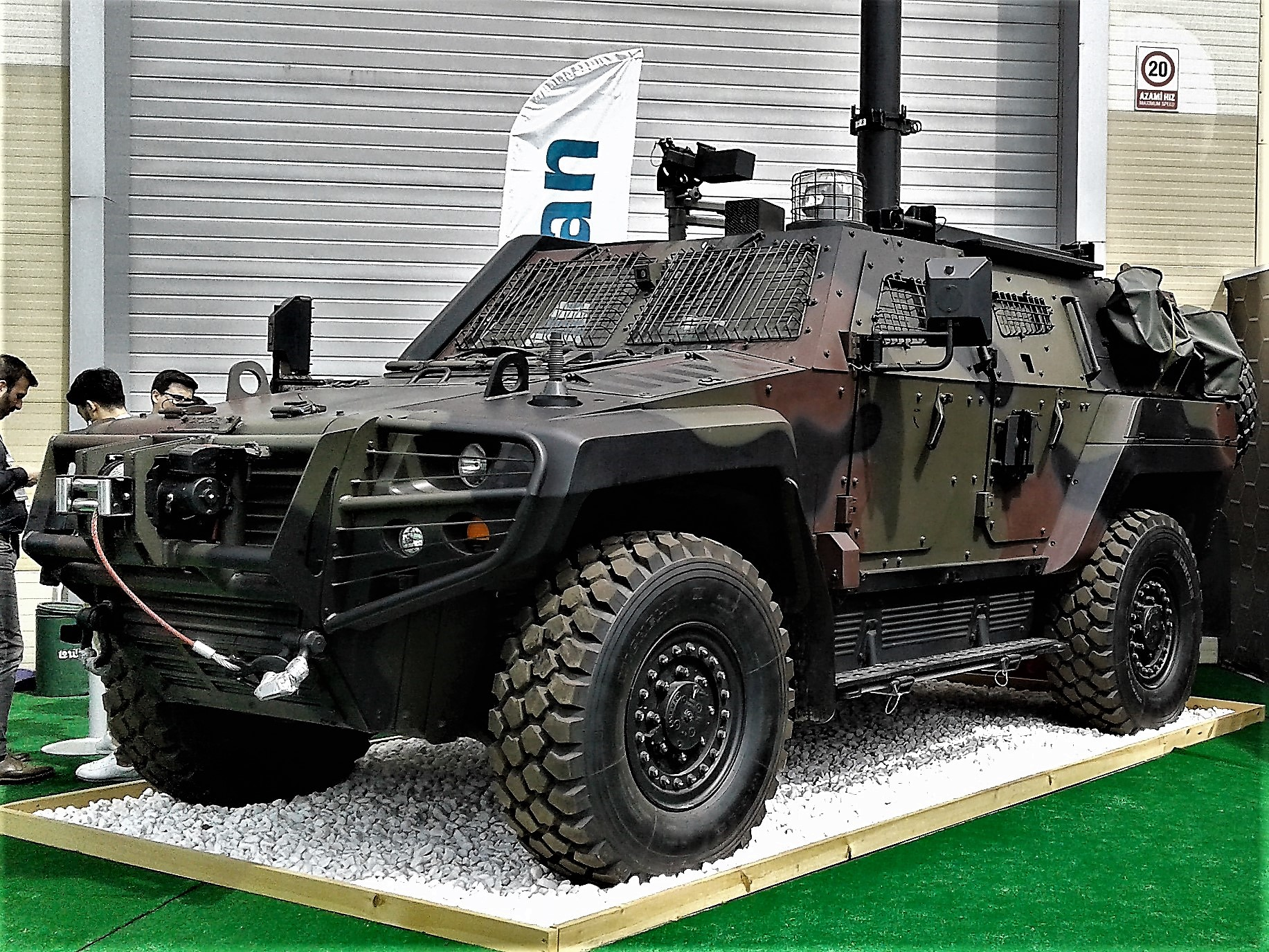
Cobra II
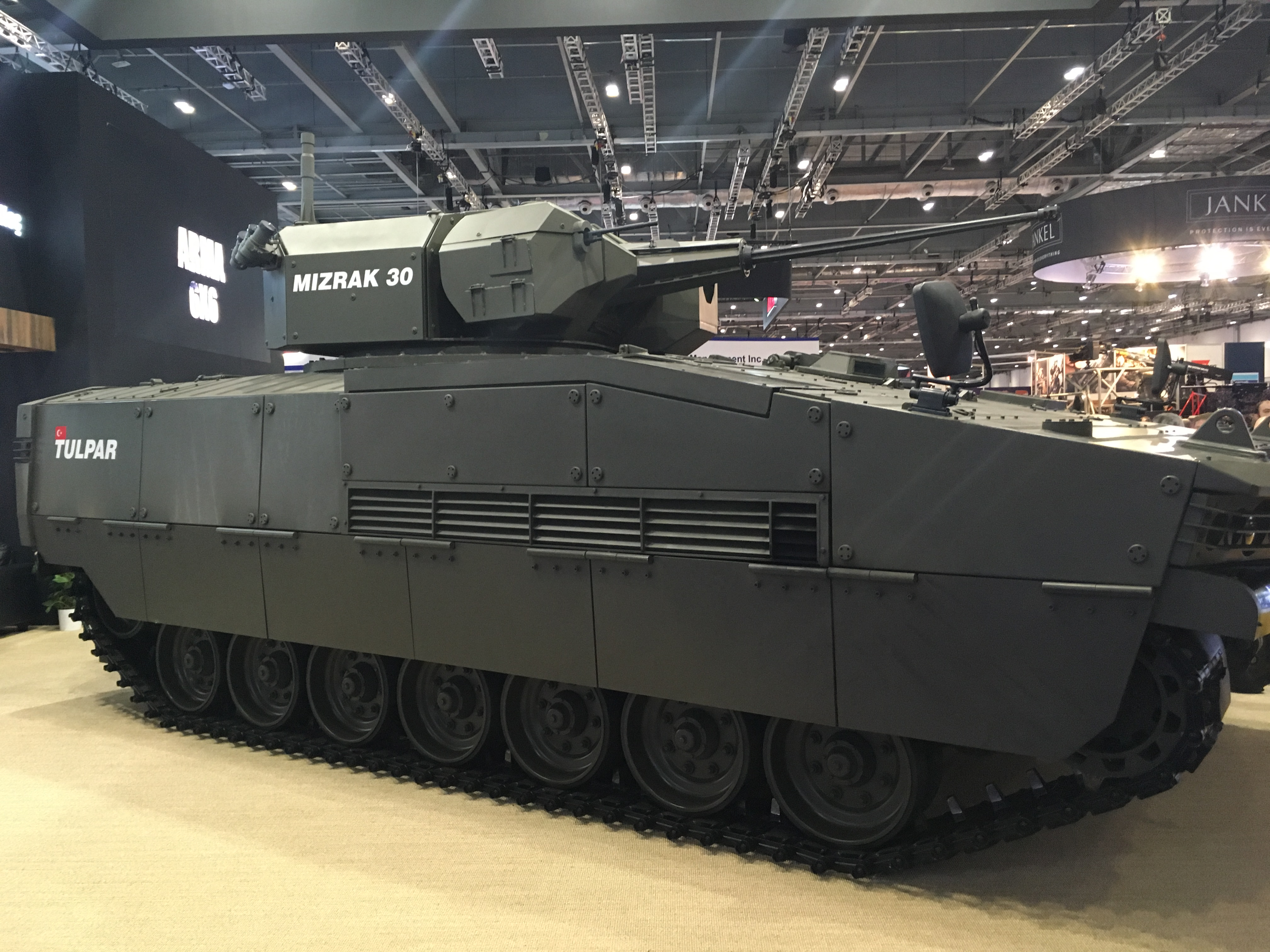
Tulpar